# Stortokyo

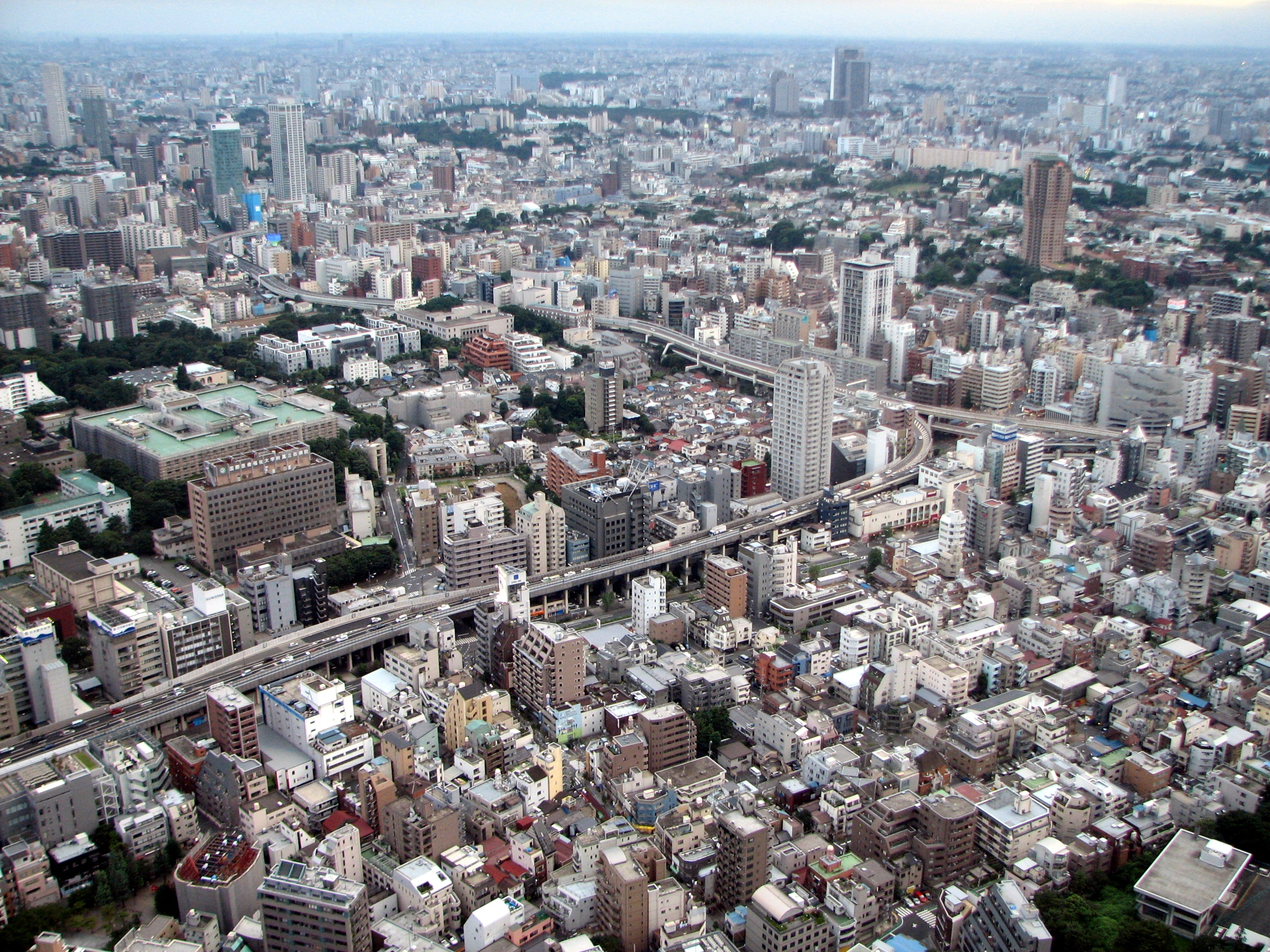
Utsikt västerut från Tokyo Tower, med bebyggelse så långt ögat kan nå.

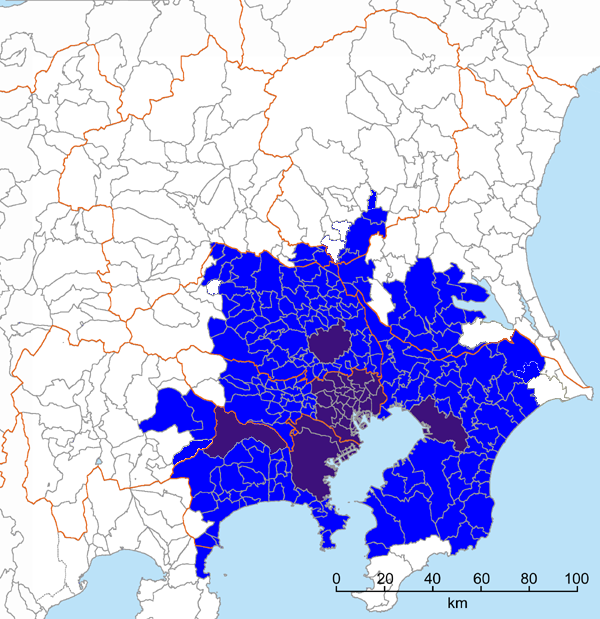
Karta över storstadsregionen Kantos utbredning.

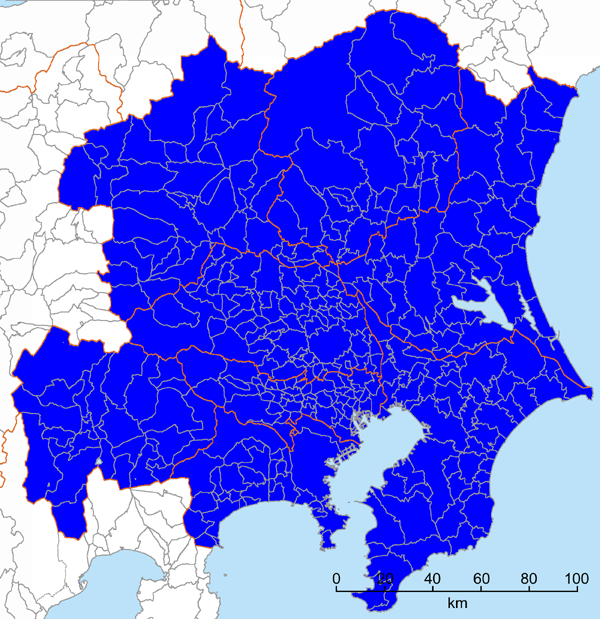
Karta över huvudstadsregionen, bestående av åtta prefekturer.

Stortokyo är Tokyos storstadsområde. På japanska förekommer begreppen Tokyoområdet (東京圏, Tōkyōken), huvudstadsområdet (首都圏, Shutoken) och det idag officiellt mest använda, Sydkanto (南関東, Minamikantō). Det är beläget på ön Honshu, i huvudsak runt Tokyobukten och Sagamibukten samt på Bosohalvön. Förutom Tokyo ingår ett antal andra stora städer, bland annat Yokohama, Kawasaki, Chiba och Saitama.
Med sina över 35 miljoner invånare är Stortokyo världens folkrikaste storstadsområde. 

## Olika definitioner av Stortokyo
Exakt vilket område man menar när man pratar om Stortokyo kan variera beroende på källa. Det kan bland annat röra sig om Tokyos prefektur eller upp till Kanto-regionen som helhet. 
- Kanto storstadsregion (japanska 関東大都市圏, engelska Kanto Major Metropolitan Area, äldre benämningar Keihinyo Major Metropolitan Area och Keihin Major Metropolitan Area) är en definition framarbetad av den japanska statistiska byrån. Det är den definition som tar flest faktorer i beaktande, bland annat pendling till centrala orter. Som centrala orter räknas inte bara Tokyo utan även Yokohama, Kawasaki, Saitama och Chiba. Detta område omfattar över 250 städer och kommuner i nio olika prefekturer och täcker en yta något större än Skåne. Området har lite mer än 35 miljoner invånare (2005).[1]

- En definition som används av Tokyo Metropolitan Government heter (på engelska) Greater Tokyo Area. Detta område inkluderar de fyra prefekturerna Tokyo, Chiba, Kanagawa och Saitama.[2]

- Huvudstadsregionen (på engelska National Capital Region) är även detta en definition som används av Tokyo Metropolitan Government, som definierar detta område som bestående av de åtta prefekturerna Tokyo, Chiba, Gunma, Ibaraki, Kanagawa, Saitama, Tochigi och Yamanashi.[2]

- En typ av definition som används av den japanska statistiska byrån kallas på engelska Range of distance, som kanske bäst översätts till distansområde. Detta område inkluderar samtliga städer och kommuner inom en radie av 70 kilometer från den gamla huvudbyggnaden för Tokyo Metropolitan Government. Värt att notera är att definitionen Range of distance används även för områdena runt Osaka och Nagoya, men räknar här bara en radie på 50 kilometer från en central punkt.[1]

## Statistiska jämförelser av olika definitioner av Stortokyo
Uppgifterna avser aktuella uppgifter vid folkräkningen den 1 oktober 2005.
| Område                | Km²       | Invånarantal 2005 |
| --------------------- | --------- | ----------------- |
| Greater Tokyo Area    | 13 565,80 | 34 471 652        |
| Tokyos distansområde  | 13 121,75 | 35 097 756        |
| Kanto storstadsregion | 13 572,29 | 35 682 460        |
| Huvudstadsregionen    | 36 898,19 | 42 371 702        |